# International Electric Propulsion Conference
Die International Electric Propulsion Conference (IEPC) ist eine alle zwei Jahre stattfindende wissenschaftliche Konferenz auf dem Gebiet der elektrischen Raumfahrtantriebe. Sie wurde ursprünglich von der American Rocket Society (ARS), später vom American Institute of Aeronautics and Astronautics (AIAA) als amerikanische Konferenz mit internationaler Beteiligung veranstaltet. Seit 1976 trägt sie die Bezeichnung „international“, 1984 wurde sie erstmals außerhalb der USA veranstaltet. Gegenwärtig findet jede zweite IEPC in den USA statt und jede zweite außerhalb der USA. Veranstalter ist die Electric Rocket Propulsion Society (ERPS), deren Mitglieder jeweils vier Jahre im Vorweg über den Veranstaltungsort abstimmen. Die Teilnehmerzahl der IEPC liegt in der Regel bei einigen hundert. Gegenstand der Konferenz sind sowohl technische Entwicklungen als auch das wirtschaftliche Umfeld der elektrischen Raumfahrtantriebe. Auf der IEPC wird unter anderen Ehrungen vor allem die Stuhlinger-Medaille verliehen.

## Liste der IEPC und ihrer Vorgängerkonferenzen
| Nr. | Beginn        | Ende          | Konferenzort           | Konferenzort           | Tagungsstätte                            | Bezeichnung der Konferenz                                               |
| --- | ------------- | ------------- | ---------------------- | ---------------------- | ---------------------------------------- | ----------------------------------------------------------------------- |
| 1   | 3. Nov. 1960  | 4. Nov. 1960  | Vereinigte Staaten     | Monterey, CA           |                                          | ARS Electrostatic Propulsion Conference                                 |
| 2   | 14. März 1962 | 16. März 1962 | Vereinigte Staaten     | Berkeley, CA           |                                          | ARS Electric Propulsion Conference                                      |
| 3   | 11. März 1963 | 13. März 1963 | Vereinigte Staaten     | Colorado Springs, CO   | Broadmoor Hotel                          | AIAA Electric Propulsion Conference                                     |
| 4   | 31. Aug. 1964 | 2. Sep. 1964  | Vereinigte Staaten     | Philadelphia, PA       |                                          | AIAA Fourth Electric Propulsion Conference                              |
| 5   | 7. März 1966  | 9. März 1966  | Vereinigte Staaten     | San Diego, CA          |                                          | AIAA Fifth Electric Propulsion Conference                               |
| 6   | 11. Sep. 1967 | 13. Sep. 1967 | Vereinigte Staaten     | Colorado Springs, CO   |                                          | AIAA Electric Propulsion and Plasmadynamics Conference                  |
| 7   | 3. März 1969  | 5. März 1969  | Vereinigte Staaten     | Williamsburg, VA       |                                          | AIAA 7th Electric Propulsion Conference                                 |
| 8   | 31. Aug. 1970 | 2. Sep. 1970  | Vereinigte Staaten     | Stanford, CA           |                                          | AIAA 8th Electric Propulsion Conference                                 |
| 9   | 17. Apr. 1972 | 19. Apr. 1972 | Vereinigte Staaten     | Bethesda, MD           |                                          | AIAA 9th Electric Propulsion Conference                                 |
| 10  | 31. Okt. 1973 | 2. Nov. 1973  | Vereinigte Staaten     | Lake Tahoe, NV         |                                          | AIAA 10th Electric Propulsion Conference                                |
| 11  | 19. März 1975 | 21. März 1975 | Vereinigte Staaten     | New Orleans, LA        |                                          | AIAA 11th Electric Propulsion Conference                                |
| 12  | 14. Nov. 1976 | 17. Nov. 1976 | Vereinigte Staaten     | Key Biscayne, FL       |                                          | AIAA International Electric Propulsion Conference                       |
| 13  | 25. Apr. 1976 | 27. Apr. 1976 | Vereinigte Staaten     | San Diego, CA          |                                          | AIAA/DGLR 13th International Electric Propulsion Conference             |
| 14  | 30. Okt. 1979 | 1. Nov. 1979  | Vereinigte Staaten     | Princeton, NJ          |                                          | Princeton/AIAA/DGLR 14th International Electric Propulsion Conference   |
| 15  | 21. Apr. 1981 | 23. Apr. 1981 | Vereinigte Staaten     | Las Vegas, NV          |                                          | AIAA/JSASS/DGLR 15th International Electric Propulsion Conference       |
| 16  | 17. Nov. 1982 | 19. Nov. 1982 | Vereinigte Staaten     | New Orleans, LA        |                                          | AIAA/JSASS/DGLR 16th International Electric Propulsion Conference       |
| 17  | 28. Mai 1984  | 31. Mai 1984  | Japan                  | Tokyo                  |                                          | JSASS/AIAA/DGLR 17th International Electric Propulsion Conference       |
| 18  | 30. Sep. 1985 | 2. Okt. 1985  | Vereinigte Staaten     | Alexandria, VA         |                                          | AIAA/DGLR/JSASS 18th International Electric Propulsion Conference       |
| 19  | 11. Mai 1987  | 13. Mai 1987  | Vereinigte Staaten     | Colorado Springs, CO   |                                          | 19th AIAA/DGLR/JSASS International Electric Propulsion Conference       |
| 20  | 3. Okt. 1988  | 6. Okt. 1988  | Deutschland            | Garmisch-Partenkirchen |                                          | 20th DGLR/AIAA/JSASS International Electric Propulsion Conference       |
| 21  | 18. Sep. 1990 | 20. Sep. 1990 | Vereinigte Staaten     | Orlando, FL            |                                          | 21st AIAA/DGLR/JSASS International Electric Propulsion Conference       |
| 22  | 14. Okt. 1991 | 17. Okt. 1991 | Italien                | Viareggio              |                                          | 22nd AIDAA/AIAA/DGLR/JSASS International Electric Propulsion Conference |
| 23  | 13. Sep. 1993 | 16. Sep. 1993 | Vereinigte Staaten     | Seattle, WA            |                                          | 23rd AIAA/AIDAA/DGLR/JSASS International Electric Propulsion Conference |
| 24  | 19. Sep. 1995 | 23. Sep. 1995 | Russland               | Moskau                 |                                          | 24th International Electric Propulsion Conference                       |
| 25  | 24. Aug. 1997 | 28. Aug. 1997 | Vereinigte Staaten     | Cleveland, OH          |                                          | 25th International Electric Propulsion Conference                       |
| 26  | 17. Okt. 1999 | 21. Okt. 1999 | Japan                  | Kitakyushu             |                                          | 26th International Electric Propulsion Conference                       |
| 27  | 15. Okt. 2001 | 19. Okt. 2001 | Vereinigte Staaten     | Pasadena, CA           |                                          | 27th International Electric Propulsion Conference                       |
| 28  | 17. März 2003 | 21. März 2003 | Frankreich             | Toulouse               | Pierre Baudis Congress Centre            | 28th International Electric Propulsion Conference                       |
| 29  | 31. Okt. 2005 | 4. Nov. 2005  | Vereinigte Staaten     | Princeton, NJ          | Princeton University                     | 29th International Electric Propulsion Conference                       |
| 30  | 17. Sep. 2007 | 20. Sep. 2007 | Italien                | Florenz                | Villa Vittoria                           | 30th International Electric Propulsion Conference                       |
| 31  | 20. Sep. 2009 | 24. Sep. 2009 | Vereinigte Staaten     | Ann Arbor, MA          | University of Michigan                   | 31st International Electric Propulsion Conference                       |
| 32  | 11. Sep. 2011 | 15. Sep. 2011 | Deutschland            | Wiesbaden              | Kurhaus                                  | 32nd International Electric Propulsion Conference                       |
| 33  | 7. Okt. 2013  | 10. Okt. 2013 | Vereinigte Staaten     | Washington, DC         | George Washington University             | 33rd International Electric Propulsion Conference                       |
| 34  | 7. Juli 2015  | 10. Juli 2015 | Japan                  | Kobe                   | Kobe International Conference Center     | 34th International Electric Propulsion Conference                       |
| 35  | 8. Okt. 2017  | 12. Okt. 2017 | Vereinigte Staaten     | Atlanta, GA            | Georgia Tech Hotel and Conference Center | 35th International Electric Propulsion Conference                       |
| 36  | 15. Sep. 2019 | 20. Sep. 2019 | Österreich             | Wien                   | Universität Wien                         | 36th International Electric Propulsion Conference                       |
| 37  | 20. Juni 2022 | 23. Juni 2022 | Vereinigte Staaten     | Cambridge, MA          |                                          | 37th International Electric Propulsion Conference                       |
| 38  | 23. Juni 2023 | 28. Juni 2023 | Frankreich             | Toulouse               |                                          | 38th International Electric Propulsion Conference                       |
| 39  | 14. Sep. 2025 | 19. Sep. 2025 | Vereinigtes Königreich | London                 | Imperial College London                  | 39th International Electric Propulsion Conference                       |
| 40  | 2027          |               | Vereinigte Staaten     | Los Angeles            |                                          | 40th International Electric Propulsion Conference                       |